# Coenosia simulans
Coenosia simulans este o specie de muște din genul Coenosia, familia Muscidae. A fost descrisă pentru prima dată de Paterson în anul 1956. Conform Catalogue of Life specia Coenosia simulans nu are subspecii cunoscute.